# Heliconius peregrina
Heliconius peregrina är en fjärilsart som beskrevs av Hans Ferdinand Emil Julius Stichel 1909. Heliconius peregrina ingår i släktet Heliconius och familjen praktfjärilar. Inga underarter finns listade i Catalogue of Life.